# Clã Ōtomo

O Brasão (Mon) do Clã Ōtomo

O Clã Ōtomo (大友氏, Ōtomo-shi) foi um clã japonês cujo poder se estendia desde o Período Kamakura passando pelo Período Sengoku, abrangendo mais de 400 anos.
Após o estabelecimento do Shogunato Kamakura em 1185, aos membros do clã foram concedidos o cargo de Shugo das Províncias de Bungo e Buzen em Kyūshū.
Os Ōtomo formaram um dos principais clãs de Kyūshū, junto com os Clãs Shōni e Shimazu, tiveram um papel central na defesa contra as Invasões mongóis do Japão em 1274 e 1281. Também tiveram um papel importante no estabelecimento do Shogunato Ashikaga, na década de 1330. Os guerreiros Ōtomo lutaram ao lado de Ashikaga Takauji e permitiu-lhe vencer uma série de batalhas importantes, incluindo a Batalha de Sanoyama, o que ajudou a garantir-lhes poderosas posições de governo no novo Shogunato. Um poderoso clã durante o Período Sengoku (1467-1573), os Ōtomo foram especialmente notáveis como um dos primeiros clãs a fazer contato com os europeus, e estabelecer um relacionamento comercial com eles. 
Em 1542, três navios portugueses foram pegos por um tufão na ilha de Tanegashima, ao largo da costa de Kyūshū. Depois de dez anos, com o  Taratado Nanban o comércio com Portugal era bastante regular e comum em Kyūshū. O missionário jesuíta Francisco Xavier chegou ao Japão em 1549, e logo depois se encontrou com Ōtomo Sōrin, Shugo das Províncias de Bungo e Buzen, que mais tarde seria descrito por Xavier como um rei que se converteu ao catolicismo em 1578. 
Os Ōtomo estavam ansiosos para garantir para seu clã um maior contato com os portugueses e seu comércio vendo os benefícios tecnológicos e, mais importante, econômicos que poderiam ser obtidos. Em 1552, emissários do clã Ōtomo viajaram para Goa na Índia com Xavier, para se reunir com o D. Afonso de Noronha Governador Português da Índia. 
Xavier e outros missionários jesuítas voltariam muitas vezes para Kyūshū em viagens de evangelização. Os Ōtomo sempre os recebiam bem, e conseguiram algum sucesso em sua evangelização na Província de em Bungo, o que resultou em muitas conversões de japoneses ao cristianismo.
No final do Século XVI, os Ōtomo lutaram tanto com o Clã Shimazu como com o Clã Mōri, sendo que os Mōri eram marinheiros experientes. 
Embora não desempenhassem um papel importante nas campanhas de Tokugawa Ieyasu, que levaram ao termino do Período Sengoku, o clã manteve os seus domínios no Período Edo.

## Membros importantes do clã
- Ōtomo no Kuronushi - poeta clássico do Período Heian ( 794 a 1185 );
- Ōtomo no Tabito (665 - 731) - poeta japonês ,  Dainagon e Vice-rei de Dazaifu;
- Ōtomo no Sakanoe no Iratsume (700-750) -  considerada a melhor poetisa do Período Nara;
- Ōtomo no Otomaro (713 - 809) - General do Período Nara, foi o primeiro a ter o título de Seii Taishōgun
- Ōtomo no Yakamochi (718 - 785), poeta japonês, filho de Tabito,  compilou o Man'yōshū.
- Ōtomo Sōrin (1530-1587) - Shugo das Províncias de Bungo e Buzen;